# Drowning Pool
I Drowning Pool sono un gruppo musicale alternative metal proveniente da Dallas, USA.

## Storia del gruppo

### Gli inizi
I Drowning Pool nascono dall'incontro tra Stevie Benton (basso) e Mike Luce (batteria). Mike si sposta a New Orleans mentre Stevie, dopo il diploma, rimane a suonare in una band della zona di Dallas. È a New Orleans che Mike incontra il chitarrista, Christian Joseph. I due suonano duramente per anni, lavorando con vari talenti creativi della città. Solo nel 1996 il batterista della band di Stevie lascia il gruppo portando così il ragazzo a chiedere aiuto all'amico lontano. Mike, dunque, torna a Dallas per suonare con il bassista amico. Solo con l'arrivo di C.J.Pierce (chitarra) i Drowning Pool prendono vita.

### Dai primi live all'arrivo di Dave Williams
La band comincia così a ritagliarsi uno spazio all'interno della dura scena musicale di Dallas, già dal 1997. Inizieranno di lì a poco a suonare in vari club della città. Successivamente si esibiranno in città quali Tulsa, Shrevenport, Baton Rouge, New Orleans, oltre alle più grandi metropoli texane. A metà dell'estate del 1998 il cantante dei Drowning Pool lascia la band a causa dei differenti interessi artistici che porteranno a profonde spaccature tra lui e il gruppo. C.J., Stevie e Mike continuano, scrivendo canzoni certamente più mature ed energiche. Passano quattro mesi prima che la band incontri il cantante Dave Williams. Solo grazie allo stile e, ovviamente, alle capacità vocali di Dave i Drowning Pool trovano la stabilità che fino ad allora non erano riusciti a raggiungere.

### Dal demo all'Ozzfest
La band si reinserisce così sul mercato, ricominciando a suonare live e preparando contemporaneamente il proprio primo demo omonimo in uscita nel maggio del 1999. Immediatamente dopo l'uscita del disco la band parte in tour con i Sevendust. Vendendo più di 2000 copie la band ottiene un contratto con una label discografica. Saranno così portati nuovamente in studio, nel marzo del 2000 per le registrazioni dell'EP Pieces of Nothing. I due CD autoprodotti e le ambizioni del gruppo li porteranno immediatamente in tour con Sevendust, Kittie ed altri ancora fino a che non verranno ingaggiati dalla Wind-up Records per il lancio dell'album Sinner, il 5 giugno 2001. Nella stessa estate suonano dinnanzi a migliaia di persone sui palchi dell'Ozzfest.
L'album è stato trainato dai singoli Bodies, Sinner e Tear Away.

### La scomparsa di Dave Williams
Dave Williams muore di arresto cardiaco durante l'Ozzfest proprio quando i Drowning Pool stavano presentando il loro primo album. Il suo corpo viene scoperto il 14 agosto del 2002, riverso nel tourbus a Manassas in Virginia. La drammaticità dell'evento porta i membri del gruppo a seguire la salma dell'amico a Plano (Texas) ove si svolgono, il successivo 18 agosto, i funerali pubblici.

### Desensitizede Jason "Gong" Jones

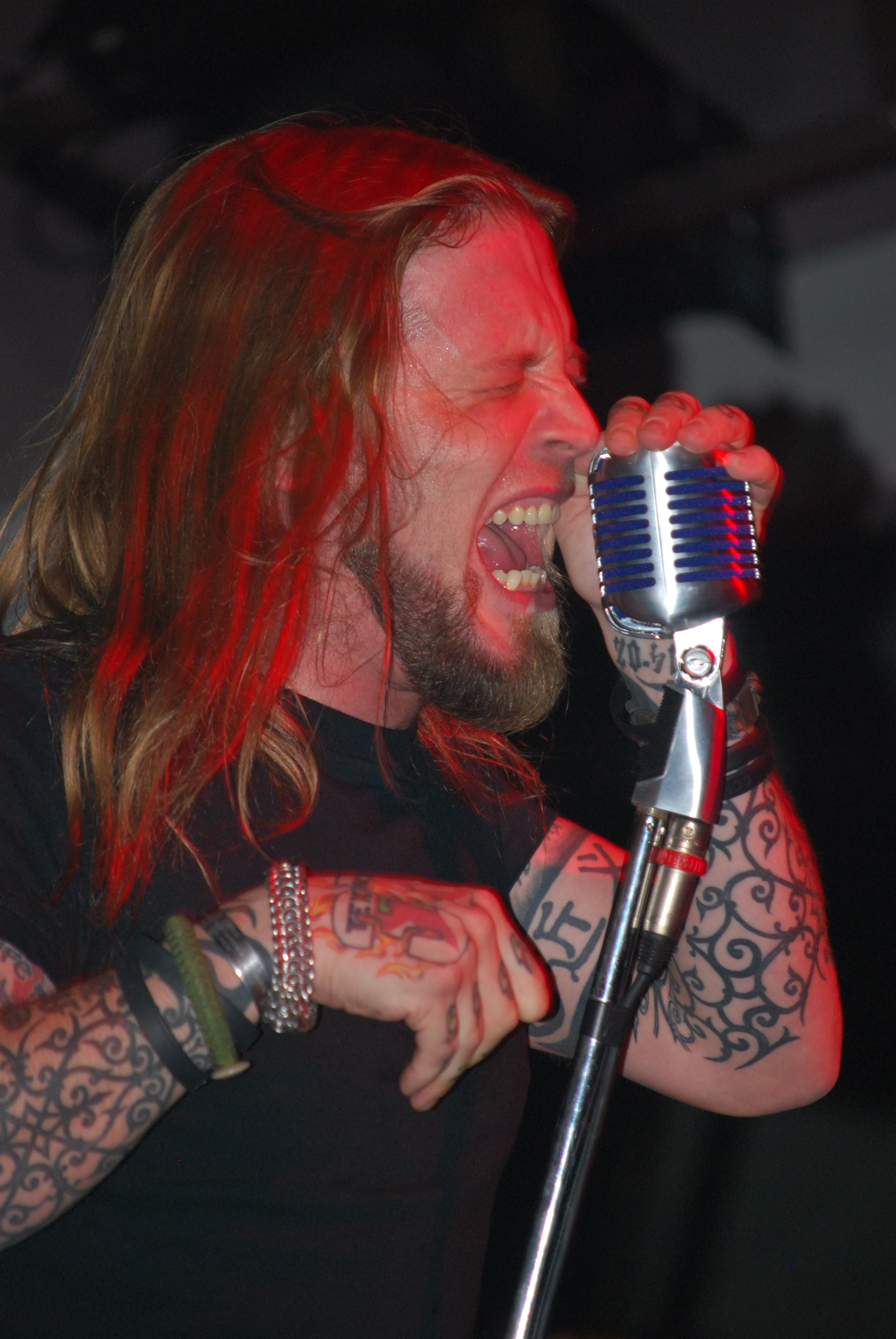
Ryan McCombs, cantante dei Drowning Pool, durante un concerto a Fort Wainwright in Alaska il 6 novembre 2010

La band successivamente agli eventi di quell'agosto cancellerà tutte le apparizioni pubbliche in segno di lutto, ritornando così a Dallas da amici e parenti. L'anno successivo, dopo una lunga ricerca di un nuovo e degno frontman, la band scelse all'unanimità Jason "Gong" Jones come nuovo cantante dei Drowning Pool. Il duro lavoro troverà culmine con l'approdo nei negozi, il 20 aprile del 2004 di Desensitized. Il singolo Step Up entra a fare parte della colonna sonora del film The Punisher, proprio quando il ritorno della band sembrava ormai impossibile. Il disco è un successo. Il rapporto non ha lunga durata: ben presto, infatti, l'arrivo di un terzo cantante, Ryan McCombs dai Soil, porta la band allo scioglimento del contratto con la Wind-up Records e ad un ulteriore cambio di formazione.

### Eventi recenti
Il 7 agosto 2007 i Drowning Pool hanno pubblicato il terzo album, Full Circle, un CD con sonorità che si avvicinano molto più all'Hard Rock, rispetto al genere che li aveva visti utilizzare nei due precedenti dischi. Il brano Reason I'm Alive è stato composto da Nikki Sixx, bassista e leader dei Mötley Crüe.
Inoltre la canzone "Bodies" è stata usata come colonna sonora per il trailer del film di Sylvester Stallone "John Rambo". C.J. Pierce ha dichiarato, riguardo al quarto album omonimo, di volere il miglior album rock possibile, tanto da portare i Drowning Pool a lavorare su di esso ben quindici ore al giorno, sette giorni su sette. Ha dichiarato anche che per niente al mondo vuole deludere i fan. L'album è stato pubblicato il 27 aprile 2010.
Nel novembre del 2011 Ryan lascia i Drowning Pool per ritornare ai Soil.
Nel maggio 2012 C.J. Pierce dichiara al programma radiofonico americano The Buzz che la band sta registrando un album con un nuovo cantante, di cui non ha però reso nota l'identità.
Identità che viene svelata l'11 luglio 2012 con un comunicato stampa: "I Drowning Pool hanno scelto Jasen Moreno dei The Suicide Hook di Dallas come loro nuovo cantante".
Il 9 aprile 2013 esce il quinto album di inediti, Resilience, il primo a vedere al microfono il nuovo cantante Jasen Moreno. Secondo C.J. Pierce Resilience è il disco più spontaneo, sincero e aggressivo della band.
Il 5 febbraio 2016 è la volta del sesto album in studio, il secondo con Jasen Moreno, intitolato Hellelujah.

## Formazione

### Formazione attuale
- C.J. Pierce (chitarra) (1997 – presente)
- Stevie Benton (basso) (1996 – presente)
- Mike Luce (batteria) (1996 – presente)
- Ryan McCombs (voce) (2005 – 2011, 2023 - presente)

### Ex componenti
- Dave Williams (voce) (1998 – 2002)
- Jason "Gong" Jones (voce) (2003 – 2005)
- Jasen Moreno (voce) (2012 – 2023)

## Discografia

### Album in studio
- 2001 – Sinner
- 2004 – Desensitized
- 2007 – Full Circle
- 2010 – Drowning Pool
- 2013 – Resilience
- 2016 – Hellelujah
- 2022 – Strike a Nerve

### Album dal vivo
- 2009 – Loudest Common Denominator

### EP
- 2000 – Pieces of Nothing